# المتحف الأمريكي للعلوم والطاقة
المتحف الأمريكي للعلوم والطاقة هو متحف للعلوم في أوك ريدج بولاية تينيسي وهو مصمم لتعليم الأطفال والكبار حول الطاقة وخاصة الطاقة النووية وتوثيق الدور الذي لعبه أوك ريدج في مشروع مانهاتن.

## الافتتاح
افتتح المتحف باسم المتحف الأمريكي للطاقة الذرية في عام 1949 في كافيتيريا الحرب العالمية الثانية القديمة في دائرة جيفرسون ثم انتقلت إلى منشأتها الحالية في عام 1975 وتمت إعادة تسمية المتحف الأمريكي للعلوم والطاقة في عام 1978.

## المحتويات
يحتوي المتحف على معارض دائمة بما في ذلك الروبوتات والألغاز العلمية والجدول الزمني للاكتشافات الذرية ومولد فان دي غراف الكبير وعرض مخصص للأسلحة النووية ومحطة Y-12 والطاقة الشمسية.

## جولات المتحف
يوفر المتحف جولات بالحافلة إلى المواقع المحلية في منتزه مانهاتن التاريخي الوطني بما في ذلك المعالم التاريخية الوطنية لمناطق الجرافيت X-10 والمباني 9731 و 9204 في مجمع Y-12 ومنتزه شرق تينيسي للتقنية.

## ساعات العمل
المتحف مفتوح سبعة أيام في الأسبوع وكان المتحف مجاني للجمهور لسنوات عديدة عندما تم تمويل تشغيله بالكامل من قبل الحكومة الفيدرالية الأمريكية ولكن الآن الدخول برسوم رمزية.